# Rudolf Kramer
Rudolf Kramer (Viena, 17 de janeiro de 1886 — data de morte desconhecida) foi um ciclista austríaco de ciclismo de estrada.
Competiu nos Jogos Olímpicos de Verão de 1912 em Estocolmo, onde fez parte da equipe de ciclismo austríaca que terminou em sétimo lugar no contrarrelógio por equipes. Na competição de contrarrelógio individual, terminou na 43ª posição.